# Мартін Гінтереггер
Мартін Гінтереггер (нім. Martin Hinteregger; нар. 7 вересня 1992, Санкт-Файт-ан-дер-Глан) — австрійський футболіст, захисник любительского австрійського клубу «Сірніц» і національної збірної Австрії.
Триразовий чемпіон Австрії. Триразовий володар Кубка Австрії.

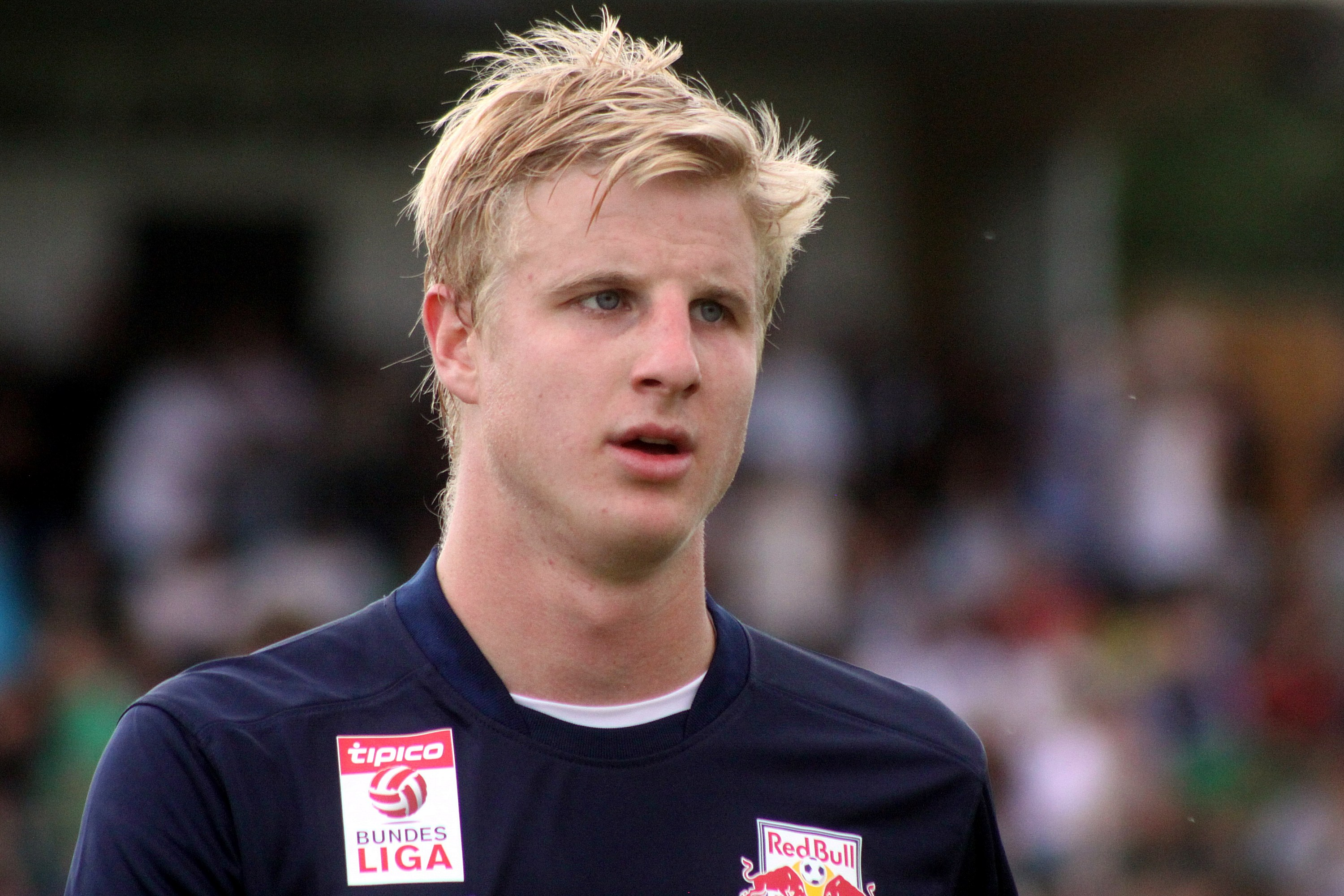
Хінтереггер у якості гравця «Ред Булл» в 2014 році

## Клубна кар'єра
У дорослому футболі дебютував 2009 року виступами за другу команду зальцбурзького клубу «Ред Булл», в якій провів два сезони, взявши участь у 13 матчах чемпіонату. В сезоні 2010/2011 почав залучатися до складу основної команди «биків», відразу почавши регулярно виходити на поле в офіційних матчах.
8 січня 2016 року на умовах оренди до кінця сезону приєднався до німецької «Боруссію» (Менхенгладбах).

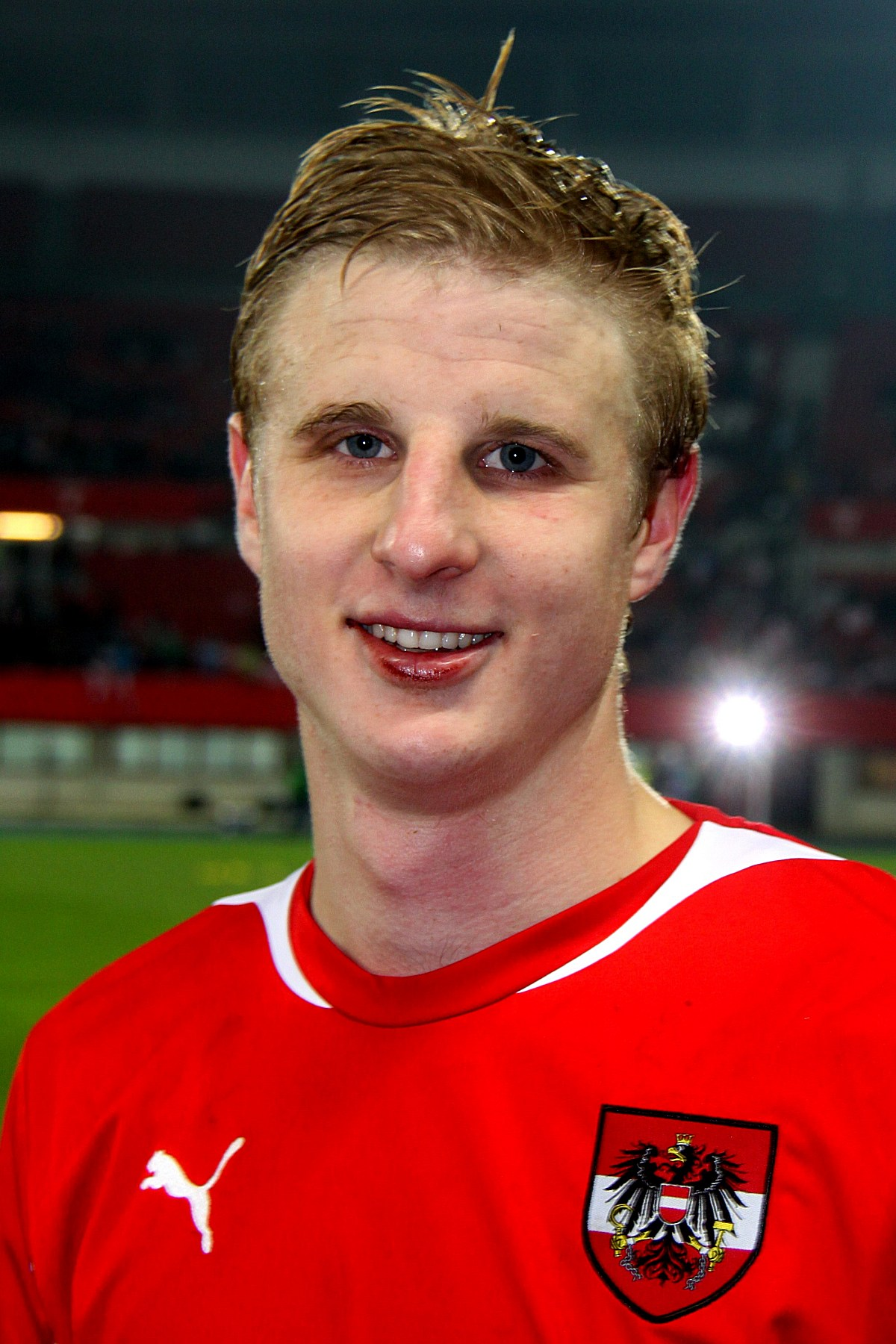
Хінтереггер у якості гравця Збірної Австрії з футболу в 2013 році

31 серпня 2016 року Гінтереггер приєднався до німецького клубу «Аугсбург» за дворічним контрактом. Дебютував за клуб 11 вересня 2016 року у грі проти «Вердер», яка завершилась перемогою з рахуном 2:1. У грудні 2016 року він забив свій перший гол у Бундеслізі, який став переможним над своїм колишнім клубом «Боруссією» (Менхенгладбах).

За «Аугсбург» Гінтереггер провів загалом 83 матчі, в яких забив п'ять м'ячів. Перші два сезони «Аугсбург» фінішував у середині таблиці, перш ніж у сезоні 2018—2019 команда потрапила до ігор на виліт.
«Я не можу сказати про нього нічого позитивного і не скажу нічого негативного.»' — Мартін Хінтереггер про головного тренера Мануеля Баума після програшу «Боруссії» (Менхенгладбах) у січні 2019 року.
Після поразки 26 січня 2019 року від «Боруссії Менхенгладбах» з рахунком 2:0 Хінтереггер публічно розкритикував головного тренера Мануеля Баума в інтерв'ю виданню Bayerischer Rundfunk. У відповідь клуб оштрафував його, відсторонив від командних тренувань і невдовзі оголосив, що Гінтереггер може шукати новий клуб.
У січні 2019 року був відданий в оренду «Айнтрахту» (Франкфурт-на-Майні). У липні 2019 року він був офіційно перейшов в той самий клуб за умовою викупу. У грі проти мюнхенської «Баварії» 23 травня 2020 року Гінтереггер забив два м'ячі та автогол.
23 червня 2022 року Айнтрахт Франкфурт оголосив про негайне розірвання контракту Гінтереггера за взаємною згодою, після чого він пішов у відставку з професійного футболу.

## Виступи за збірні

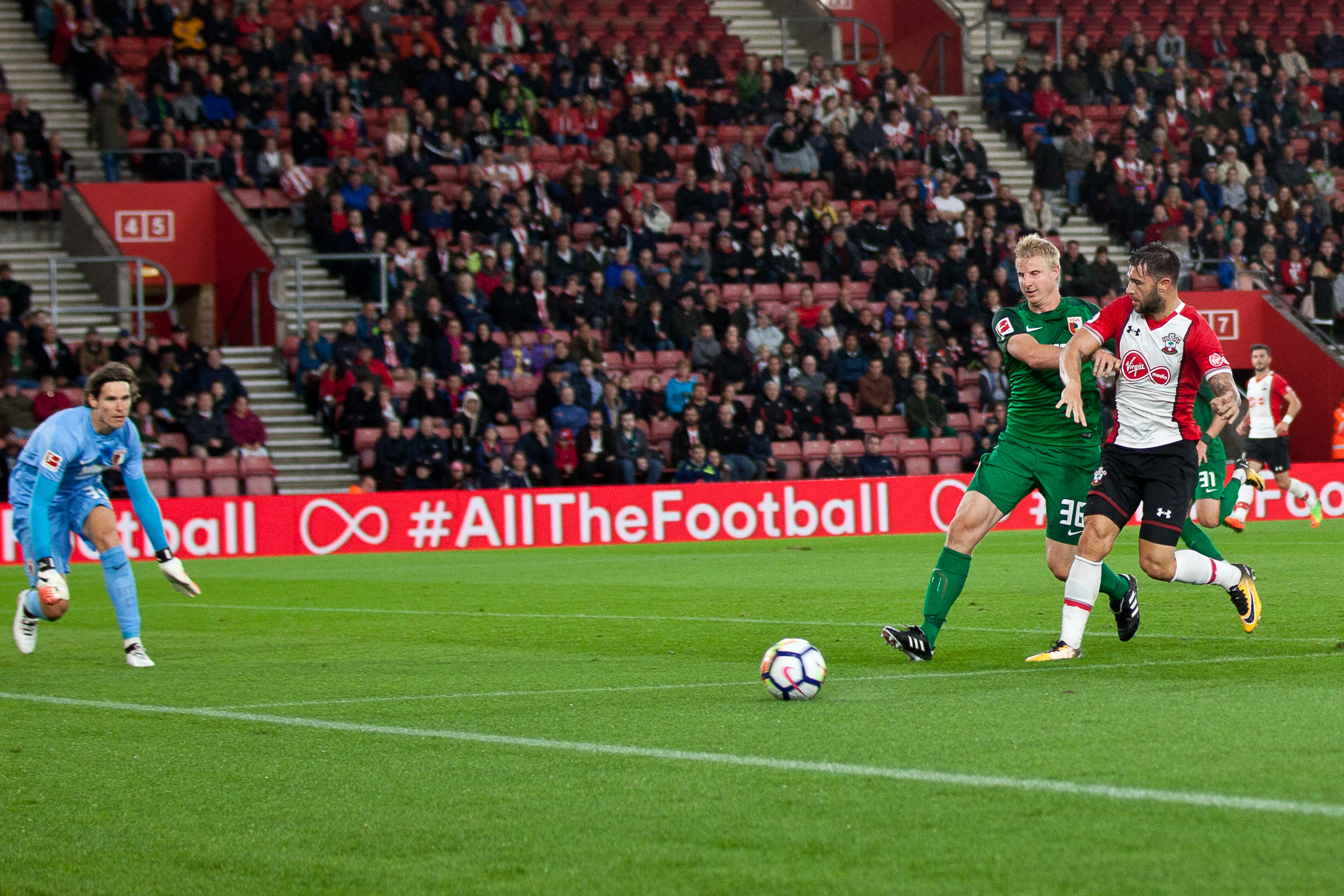
Хінтереггер у боротьбі з Чарлі Остіном у матчі проти «Саутгемптона» в 2017 році

2008 року дебютував у складі юнацької збірної Австрії, взяв участь у 12 іграх на юнацькому рівні.
Протягом 2010—2013 років залучався до складу молодіжної збірної Австрії. На молодіжному рівні зіграв у 13 офіційних матчах.
19 листопада 2013 року дебютував в офіційних матчах у складі національної збірної Австрії, провівши на полі усю товариську гру проти збірної США. Наразі провів у формі головної команди країни 43 матчів, забив 4 голи.
| Дата       | Місто                  | Господарі   | Результат | Гості      | Турнір            | Голи | Примітки |
| ---------- | ---------------------- | ----------- | --------- | ---------- | ----------------- | ---- | -------- |
| 19-11-2013 | Відень                 | Австрія     | 1 – 0     | США        | товариський матч  | -    |          |
| 05-03-2014 | Клагенфурт-ам-Вертерзе | Австрія     | 1 – 1     | Уругвай    | товариський матч  | -    |          |
| 30-05-2014 | Інсбрук                | Австрія     | 1 – 1     | Ісландія   | товариський матч  | -    |          |
| 08-09-2014 | Відень                 | Австрія     | 1 – 1     | Швеція     | Відбір до ЧЄ 2016 | -    |          |
| 12-10-2014 | Відень                 | Австрія     | 1 – 0     | Чорногорія | Відбір до ЧЄ 2016 | -    |          |
| 15-11-2014 | Відень                 | Австрія     | 1 – 0     | Росія      | Відбір до ЧЄ 2016 | -    | 65'      |
| 18-11-2014 | Відень                 | Австрія     | 1 – 2     | Бразилія   | товариський матч  | -    |          |
| 27-03-2015 | Вадуц                  | Ліхтенштейн | 0 – 5     | Австрія    | Відбір до ЧЄ 2016 | -    |          |
| 14-06-2015 | Москва                 | Росія       | 0 – 1     | Австрія    | Відбір до ЧЄ 2016 | -    |          |
| Усього     |                        | Матчів      | 9         |            | Голів             | 0    |          |

## Титули і досягнення
- Чемпіон Австрії (3):

«Ред Булл»: 2011–12, 2013–14, 2014–15
- Володар Кубка Австрії (3):

«Ред Булл»: 2011–12, 2013–14, 2014–15
- Володар Ліги Європи УЄФА (1):

«Айнтрахт»: 2021–22